# 股島
股島（またじま）は、香川県観音寺市に属する島。

## 地理
瀬戸内海の燧灘（ひうちなだ）にあり、観音寺市の沖合い20km、伊吹島の南西8kmに位置する。港の上の台地では畑作が行われていた。香川県最西端の地が島内にある。股島の沖合すぐに小股島がある。最高点は標高43m。
南側に石積みの防波堤を備えた港がある。港近くには金刀比羅宮を祀った祠があるほか、海岸沿いを歩くと清丹大明神社という社があった。無人島となったのちも、大漁を祈願するみなと祭りの際には伊吹島、股島、円上島の3島を巡回する神事が行われている。そのため、1981年（昭和56年）、1996年（平成8年）には清丹大明神社の社殿が改修された。
周囲の島
- 小股島
- 円上島
- 伊吹島

## 歴史

### 開拓
安政5年（1858年）頃から伊吹島の住民によって股島の開拓が行われた。

### 戦後
戦後もしばらくは定住者がいたが、1962年（昭和37年）に無人島となった。

### 近年の動向
2022年（令和4年）8月13日には山林火災が起こり、島の大部分が焼けた。3日間で、合わせて1万リットル以上の水を放水したほか、地元消防などが島に上陸して消火に当たり、火災発生から約50時間後の8月15日正午ごろに鎮火したが、この火事で島にある清丹大明神社の社が全焼した。無人島のためけが人はいなかった。